# مراد موسایف (بازیکن فوتبال)
مراد موسایف (ترکی آذربایجانی: Murad Musayev؛ زادهٔ ۱۳ ژوئن ۱۹۹۴) بازیکن فوتبال اهل جمهوری آذربایجان است.
از باشگاه‌هایی که در آن بازی کرده‌است می‌توان به باشگاه فوتبال قبله اشاره کرد.
وی همچنین در تیم ملی فوتبال تیم ملی فوتبال زیر ۱۹ سال جمهوری آذربایجان بازی کرده‌است.